# مارک دلگادو
مارک دلگادو (انگلیسی: Mark Delgado؛ زادهٔ ۱۶ مهٔ ۱۹۹۵) بازیکن فوتبال اهل ایالات متحده آمریکا است.

## فعالیت ورزشی

### باشگاهی
از باشگاه‌هایی که در آن بازی کرده‌است می‌توان به باشگاه فوتبال چیواس یواس‌ای، باشگاه فوتبال تورنتو، و باشگاه فوتبال لس آنجلس گلکسی اشاره کرد.

### ملی
وی همچنین در تیم‌های ملی فوتبال United States men's national under-17 soccer team, United States men's national under-18 soccer team, United States men's national under-20 soccer team، و ایالات متحده آمریکا بازی کرده‌است.